# Хеха (гора)
Хеха (англ. Mount Heha) — самая высокая гора в Бурунди и самая высокая точка горного хребта Бурунди. Она расположена в провинции Бужумбура-Рураль и находится примерно в 20 км к востоку от озера Танганьика и примерно в 30 км к юго-востоку от Бужумбуры, крупнейшего города и бывшей столицы Бурунди.
Наивысшей точкой Бурунди является Эа.